# Kwaliteitsmanagement
Kwaliteitsmanagement is de tak van het management die streeft naar een zo hoog mogelijke kwaliteit van een product, productieproces, dienst of organisatie. Kwaliteitsmanagement is geen afgebakend vakgebied, maar komt terug in alle delen van het management van een onderneming.

## Algemeen
Kwaliteitsmanagement - in teamverband met kwaliteitsmedewerkers wel een kwaliteitsteam of q-team genoemd - beoogt aan te sturen op het verbeteren van kwaliteit. Tevens houdt het zich bezig met het verbinden van de verschillende bedrijfsonderdelen die output leveren aan het uiteindelijke resultaat.
- De kwaliteitsmanager houdt de organisatie 'scherp' en stelt de klant in de (bedrijfs)processen centraal.
- De kwaliteitsmanager is continu op zoek naar verbeteracties en is gericht op innovaties en het implementeren hiervan.
- Kwaliteitsmanagement is geen onderdeel op zich zelf, maar dient geïntegreerd te zijn in de totale bedrijfsvoering.

Kwaliteitsmanagement is gerelateerd aan de vakgebieden:
- Procesmanagement; procesmanagement is een vereiste voor kwaliteitsmanagement om continue verbetering te garanderen.
- Verandermanagement; verandermanagement is benodigd omdat de omslag naar kwaliteitdenken ook bij de mensen in de organisatie moet plaatsvinden.

Ook speelt digitalisering een steeds groter rol, bijvoorbeeld door het gebruik van kwaliteitsmanagementsoftware, data-analyse en kunstmatige intelligentie om processen te monitoren en verbeteren.

## Kwaliteitskringen
Kwaliteitskringen zijn zakelijke verenigingen die hun leden laten leren van elkaar over kwaliteitsmanagement en kwaliteitssystemen. Het zijn laagdrempelige platformen waar bewustwording van integraal kwaliteitsmanagement (lees ‘verbetermanagement’) kan inspireren om te excelleren. Vraag en aanbod, uitwisseling van ervaringen, netwerkverbreding en kennisverrijking over de bedrijfsvoering worden (inter)actief gestimuleerd. De 12 KwaliteitsKringen in Nederland zijn regionaal georganiseerd en hebben circa 1800 leden (2011).
- De Kwaliteitskringen organiseren lezingen, trainingen en informatieve bijeenkomsten bij bedrijven op de werkvloer. Dit met als doel het management en de medewerkers te laten leren van anderen, om te innoveren en, waar het kan, te verbeteren. Door kennis over best practices met elkaar te delen wordt getracht de bedrijfsvoering van alle deelnemende bedrijven te verbeteren. Via de kwaliteitskringen worden de bedrijven in de regio geïnformeerd over de verschillende scholen van kwaliteitsmanagement en actuele ontwikkelingen op het gebied van kwaliteitsmanagement en verandermanagement.

Uitgangspunten:
- Mensen vormen binnen een organisatie de sleutel tot verbeteringen. Een beter gebruik van de mogelijkheden (competenties) van de medewerkers leidt tot betere prestaties van de organisatie.
- Verbeterinstrumenten moeten geïntegreerd worden toegepast. Kwaliteit, Arbo, Milieu (KAM) toegepast op een duurzame wijze zorgen voor een continu verbeterproces.
- Strategisch beleid van de organisatie en kwaliteitsmanagement beïnvloeden elkaar. Integraal denken leidt tot business excellence.

Doelen
- Permanent leren. Veranderingen volgen elkaar snel op. Bedrijven moeten snel kunnen inspelen op actuele ontwikkelingen.
- Boeien, binden, inspireren en stimuleren van de leden om kwaliteitsmanagement in te zetten als middel ter verbetering van hun bedrijfsvoering.
- Onderlinge samenwerking. Kwaliteitskringen bevorderen de onderlinge samenwerking en ontwikkelen collectieve verantwoordelijkheid om de kwaliteit van de bedrijven en organisaties in de regionale economie te verbeteren.

## Verschillende scholen van kwaliteitsmanagement
- INK-model
- ISO 9000
- Kwaliteitscirkel van Deming
- Lean manufacturing
- Six sigma
- Lean Six Sigma
- Theory of constraints
- Total productive maintenance
- Total quality management
- Nemawashi
- Kaizen

## Voorkomen van fouten
Kwaliteitsmanagement richt zich op het voorkomen van fouten. Door toepassing van de techniek Poka yoke wordt voorkomen dat menselijke vergissingen, fouten, of blunders worden gemaakt, die ernstige gevolgen zouden kunnen hebben. Poka yoke is effectiever, superieur aan en meer op de praktijk gericht dan alle andere bekende systemen om de kwaliteit te verbeteren.
Het is een methodiek om invulling te geven aan het streven naar Zero Defects.